# Милешть
Милешть (рум. Milești, Милешты) — село в Ниспоренском районе Молдавии. Относится к сёлам, не образующим коммуну.

## География
Село расположено на высоте 223 метров над уровнем моря.

## Население
По данным переписи населения 2004 года, в селе Милешть проживает 3044 человека (1534 мужчины, 1510 женщин).
Этнический состав села:
| Национальность | Число жителей | Процентный состав |
| -------------- | ------------- | ----------------- |
| молдаване      | 3013          | 98.98             |
| румыны         | 20            | 0.66              |
| русские        | 7             | 0.23              |
| украинцы       | 3             | 0.1               |
| прочие         | 1             | 0.03              |
| Всего          | 3044          | 100 %             |

## Известные уроженцы
- Видрашку, Феодосий Константинович (1929—2010) — молдавский советский писатель, член союза писателей СССР.